# Polygonarea denticulata
Polygonarea denticulata är en mångfotingart som beskrevs av Lawrence 1955. Polygonarea denticulata ingår i släktet Polygonarea och familjen storjordkrypare. Inga underarter finns listade i Catalogue of Life.